# Powiat bóbrecki
Powiat bóbrecki – powiat województwa lwowskiego II Rzeczypospolitej. Jego siedzibą było miasto Bóbrka. 1 sierpnia 1934 r. dokonano nowego podziału powiatu na gminy wiejskie.

## Starostowie
- Wacław Schnitzel (-1926)[2]
- Tadeusz Chmielewski (1926-1933)[3][4]
- Stefan Bernatowicz (1933-1937)[5]
- Franciszek Kirschner (1937-)[6]

## Gminy wiejskie w 1934 r.
- gmina Podhorodyszcze
- gmina Stare Sioło
- gmina Chlebowice Wielkie
- gmina Bóbrka
- gmina Sokołówka
- gmina Strzeliska Nowe
- gmina Ostrów
- gmina Brzozdowce
- gmina Chodorów
- gmina Bortniki

## Miasta
- Bóbrka
- Chodorów

## Miejscowości
- Sarniki Małe (do 11 marca 1939 Rehfeld)[7]